# Aedes hensilli
Aedes hensilli es una especie de mosquito descubiertos en 1945 en el atolón Ulithi en las islas Carolinas del océano Pacífico occidental, alrededor de 191 km (103 millas náuticas) al este del estado de Yap. Es el mosquito Aedes (Stegomyia) más abundante y extendido en el estado de Yap, la única especie de Aedes (Stegomyia) en Woleai y la única especie de mosquito presente en Eauripik .
El epíteto específico reconoce al coleccionista de los especímenes tipo, el Dr. George S. Hensill.

## Ecología
Las larvas de Aedes hensilli se desarrollan en cáscaras de coco vacías, huecos de árboles y bambú, y en recipientes artificiales como latas, tambores desechados, barriles, botellas, neumáticos, lonas y flotadores; no se encontraron larvas en las hojas de los árboles pandanos ni en las plantas de taro. Los barriles de agua utilizados para recoger el agua de lluvia son los principales contribuyentes a la producción de mosquitos debido a la gran cantidad de larvas y pupas alojadas en ellos.
Los mosquitos adultos están activos principalmente al anochecer.

## Importancia médica
A. hensilli es un vector potencial del virus del dengue y el virus del Zika y los estudios de laboratorio han indicado que podría desempeñar un papel en la transmisión de otros arbovirus de importancia médica.  